# Jean-Michel Déprats
Jean-Michel Déprats, né en 1949 à Albi, est un traducteur de théâtre et un universitaire français, spécialiste de Shakespeare. Il dirige la traduction française de cet auteur à la Bibliothèque de la Pléiade.

## Biographie
Normalien, agrégé d’anglais, Jean-Michel Déprats a aussi été formé à Amherst College et au Mount Holyoke College aux États-Unis.
Il est chargé de cours à l’Université Paris 3 - Sorbonne Nouvelle en 1972-1973, chargé de cours d’anglais à l’École normale supérieure (ENS) en 1993-1996, maître de conférences depuis 1988 en littérature anglaise et études théâtrales à l’Université Paris X - Nanterre.
En 1972, il fonde une compagnie, le Théâtre de la Colline, qui représente au théâtre de l’ENS des auteurs contemporains (Bergman, Ghelderode) ainsi que des créations collectives. Il met en scène en 1981 La Tempête de Shakespeare au théâtre Gérard Philippe à Saint-Denis avec François Marthouret et François Barthélemy.
À partir de 1980, il se consacre à la traduction des auteurs de théâtre anglais, du théâtre élisabéthain (William Shakespeare, Christopher Marlowe, John Ford) aux auteurs britanniques contemporains (Howard Barker, David Hare, Arnold Wesker) et américains (Tennessee Williams, Barry Hall).
Il traduit pour la scène plus que pour la lecture et ses traductions s’adaptent aux exigences de la représentation scénique et des metteurs en scène. Traducteur et dramaturge, il est ainsi associé à la mise en scène et revendique de traduire « pour la voix et le corps des acteurs ».
Au cinéma, il est chargé en 1989 de la version doublée en français de Henry V de Kenneth Branagh et en 1990 de Hamlet de Franco Zeffirelli.
En 1990, il crée avec Jacques Nichet, Jean Lebeau, Michel Bataillon et Jean-Louis Besson la Maison Antoine Vitez - Centre international de la traduction théâtrale, installée à Montpellier : cette association réunit des linguistes et des praticiens de théâtre et a pour objectif de promouvoir la traduction théâtrale, la découverte du répertoire mondial et des dramaturgies contemporaines ; elle édite des auteurs de théâtre en coédition avec les Éditions théâtrales.
En 1996, il obtient le Molière du meilleur adaptateur d’une pièce étrangère pour L’Importance d’être Constant d’Oscar Wilde, mise en scène par Jérôme Savary au Théâtre de Chaillot.
Il reçoit en 2002 pour l’ensemble de son œuvre de traducteur le Prix Osiris de l’Institut de France et le Prix Halpérine- Kaminsky Consécration de la Société des gens de lettres.
Il est président de 2006 à 2009 de l’association Société française Shakespeare.
Jean-Michel Déprats dirige, en collaboration avec Gisèle Venet, la traduction complète des trente-huit pièces de William Shakespeare, qui paraît en édition bilingue dans la collection de la Bibliothèque de la Pléiade aux éditions Gallimard depuis 2002 ; l’objectif est de retrouver la théâtralité première du dramaturge anglais : « Shakespeare était avant tout un directeur d’acteurs. Il écrivait pour « ses » comédiens. Les mots qu’il a choisis, le rythme qu’il impose, donnent des indications de jeu. Il y a dans le vers shakespearien une véritable partition gestuelle, une manière de guider la voix et le corps de l’acteur à travers les figures de style. Cela ne diminue en rien sa grandeur poétique. Au contraire. C’est là-dessus que j’essaie d’être le moins perdant, en tant que traducteur. », tout en étant conscient du caractère éphémère de toute traduction théâtrale : « Pas plus qu’il n’y a de mise en scène définitive, il n’y a de traduction définitive. La traduction est éphémère, caduque, on sait qu’elle vieillira, qu’elle sera dépassée en raison de l’évolution des langues. En raison de l’évolution de la pensée de la traduction. »

## Principales traductions pour une mise en scène

### Shakespeare
- 1980 : Peines d’amour perdues, Festival d’Avignon, Cloître des Célestins, mise en scène de Jean-Pierre Vincent[13].
- 1983 : La tragédie de Coriolan, Théâtre de Gennevilliers, mise en scène de Bernard Sobel[14].
- 1984 : Richard III, Festival d’Avignon, Cour d’honneur du Palais des papes, mise en scène de Georges Lavaudant.
- 1985 : La tragédie de Macbeth, Festival d’Avignon, Cour d’honneur du Palais des papes, mise en scène de Jean-Pierre Vincent.
- 1986 : Othello, MC 93, Bobigny, mise en scène de Hans Peter Cloos.
- 1987 : Le Marchand de Venise, Théâtre National de l’Odéon, mise en scène de Luca Ronconi[15].
- 1990 : Le Songe d’une nuit d’été, Festival d’Avignon, Carrière de Boulbon, mise en scène de Jérôme Savary.
- 1999 : Henry V, Festival d’Avignon, Cour d’honneur, Palais des Papes, mise en scène de Jean-Louis Benoît[16].
- 2003 : La Nuit des rois, Comédie-Française, mise en scène d’Andrzej Seweryn.
- 2004 : Beaucoup de bruit pour rien, Théâtre du Port de la Lune à Bordeaux, dans une mise en scène de Laurent Laffargue, puis reprise notamment au Théâtre de la Ville à Paris.
- 2007 : Le Roi Lear, Odéon-Théâtre de l’Europe, Ateliers Berthier, Paris, mise en scène d’André Engel[17].
- 2009 : Les Joyeuses Commères de Windsor, cotraduit avec Jean-Pierre Richard, Comédie-Française, mise en scène d’Andrés Lima[18].

### Autres auteurs
- 1989 : Le Baladin du monde occidental de John Millington Synge, Théâtre des Treize vents, Montpellier, mise en scène de Jacques Nichet[19].
- 1993 : Orlando d’après Virginia Woolf, au Théâtre Vidy-Lausanne, puis repris au Théâtre de L’Odéon, dans le cadre du Festival d’Automne de Paris, mise en scène de Bob Wilson[20].
- 1996 : Édouard II de Christopher Marlowe, Festival d’Avignon, Cour d’honneur du Palais des papes, mise en scène d’Alain Françon[21].
- 1996 : L’Importance d’être constant d’Oscar Wilde, au Théâtre de Chaillot, mise en scène de Jérôme Savary.
- 1998 : Dommage qu’elle soit une putain de John Ford, Théâtre national de Belgique, Bruxelles, mise en scène de Philippe van Kessel.
- 2000 : La Ménagerie de verre de Tennessee Williams, au Théâtre Vidy-Lausanne, mise en scène d’Irina Brook.
- 2005 : Animaux en paradis d’Howard Barker, Théâtre des 2 Rives, Rouen, mise en scène de Howard Barker.
- 2009 : Soudain l’été dernier de Tennessee Williams, cotraduit avec Marie-Claire Pasquier, Théâtre de l’Atalante, Paris, mise en scène de René Loyon[22].

## Traductions publiées

### Shakespeare
Les pièces isolées traduites par Déprats paraissent à partir de 1980 dans différentes maisons d’éditions : Éditions théâtrales, Éditions Comp’act, Gallimard, ou sont publiées par les théâtres où a eu lieu la mise en scène. La Bibliothèque de la Pléiade regroupe ces traductions sous le titre Œuvres complètes :
- Tragédies I, 2002 : Titus Andronicus, Roméo et Juliette, Jules César, Hamlet, Othello  (ISBN 2-07-011362-0).
- Tragédies II, 2002 : Le roi Lear, Macbeth, Timon d’Athènes, Antoine et Cléopâtre, Coriolan  (ISBN 2-07-011363-9).
- Histoires I, 2008 : La première partie d’Henry VI, La deuxième partie d’Henry VI, La troisième partie d’Henry VI, La tragédie de Richard III, Vie et mort du roi Jean  (ISBN 978-2-07-011364-4).
- Histoires II, 2008 : La tragédie du roi Richard II, L’histoire d’Henry IV, La deuxième partie d’Henry IV, La vie d’Henry V, La célèbre histoire de la vie du roi Henry VIII  (ISBN 978-2-07-011365-1).

### Auteurs de théâtre élisabéthains
- John Ford, Dommage que ce soit une putain, Gallimard, coll. « Folio Théâtre », Paris, 1998  (ISBN 2-07-040463-3).
- Christopher Marlowe, Édouard II, Gallimard, coll. « Le manteau d’Arlequin : théâtre français et du monde entier », 1996  (ISBN 2-07-074645-3).

### Auteurs britanniques
- Oscar Wilde, L’importance d’être constant, L’avant-scène, coll. « L’avant-scène. Théâtre », 1996.
- Oscar Wilde, L’éventail de Lady Windermere, Gallimard, 2000, coll. « Folio Théâtre », Paris, 1998  (ISBN 2-07-039488-3).
- Oscar Wilde, L’éventail de Lady Windermere, Une femme sans importance, Un mari idéal, L’importance d’être constant, Gallimard, coll. « Bibliothèque de la Pléïade », 1996  (ISBN 2-07-011266-7).
- Virginia Woolf, Orlando, Actes Sud, coll. « Papiers », Arles, 1993  (ISBN 2-86943-373-5).
- Howard Barker, Tableau d’une exécution, dans Œuvres choisies, 1, [ éd. théâtrales, Paris ; Maison Antoine Vitez, Montpellier, coll. « Scènes étrangères », 2001  (ISBN 2-84260-083-5) ; rééd. 2005  (ISBN 2-84260-185-8).
- Howard Barker, Gertrude : le cri, trad. avec Élisabeth Angel-Perez, dans Œuvres choisies, 4,  éd. théâtrales, Paris ; Maison Antoine Vitez, Montpellier, coll. « Scènes étrangères », 2003  (ISBN 2-84260-137-8) ; rééd. 2009.
- Howard Barker, La griffe, cotraduit avec Nicolas Rippon, dans Œuvres choisies, 3,  éd. théâtrales, Paris ; Maison Antoine Vitez, Montpellier, coll. « Scènes étrangères », 2003  (ISBN 2-84260-125-4).
- Howard Barker, 13 objets : études sur la servitude, Animaux en paradis, trad. avec Marie-Lorna Vaconsin,  éd. théâtrales, Paris ; Maison Antoine Vitez, Montpellier, coll. « Scènes étrangères », 2004  (ISBN 2-84260-166-1).
- Howard Barker, Judith : le corps séparé, dans Œuvres choisies, 6,  éd. théâtrales, Paris ; Maison Antoine Vitez, Montpellier, coll. « Scènes étrangères », 2006  (ISBN 978-2-84260-237-6).
- David Hare, Mon lit en zinc, cotraduit avec Dominique Hollier, L’Avant-scène, coll. « L’Avant-scène. théâtre », Paris, 2006  (ISBN 2-7498-0989-4).
- Arnold Wesker, Souvenirs fantômes, L’Avant-scène, coll. « Collection des Quatre-Vents », no 1156, 2004.
- Kate Atkinson, Nice ; Duncan McLean, Rug comes to Shuv ; Janice Galloway, Chute, Les Solitaires intempestifs, Besançon, 1998  (ISBN 2-912464-20-X).

### Auteurs américains
- Tennessee Williams, La Ménagerie de verre,  éd. théâtrales, Paris, 2000  (ISBN 2-84260-070-3) ; rééd. 2004  (ISBN 2-84260-157-2).
- Barry Hall, À trois, Les Solitaires intempestifs, Besançon, 1998  (ISBN 2-912464-13-7).

## Publications
- « Chatterton ou la passion de l’écriture », Théâtre / Public, mars 1977, p. 29-30.
- « Traduire le théâtre », Actes des 6e Assises de la traduction littéraire en Arles, Actes Sud, Arles, 1990.
- Antoine Vitez, le devoir de traduire, études réunies et présentées par Jean-Michel Déprats, Éditions Climats & Maison Antoine Vitez, Montpellier, 1996.
- « Le geste et la voix : réflexions sur la traduction des textes de théâtre », Langues modernes, vol. XCI, no 3, 1997, p. 3.
- « Traduire une langue duelle : le cas de l'anglo-irlandais de Synge dans The Playboy of the Western World », dans Palimpsestes, vol. 11, 1998 En ligne.
- Notice « Traduction » dans Dictionnaire encyclopédique du théâtre, dir. Michel Corvin, Larousse, 1998, p. 1643-1645.
- « Esquisse d’une problématique de la traduction shakespearienne », Cahiers internationaux de symbolisme, nos 92-94, 1999, p. 39-48.
- « "I cannot speak your England": sur quelques problèmes de traduction d’Henry V », dans Actes des Congrès de la Société française Shakespeare, vol. 18, 2000, p. 63-74.
- « Pour une poétique théâtrale de la traduction shakespearienne », Degrés, vol. 29, no 107-08, 2001, p. 1-46.
- « A French history of Henry V », dans Shakespeare’s History Plays. Performance, Translation and Adaptation in Britain and Abroad,  éd. Ton Hoenselaars, Universiteit Utrecht, 2007, p. 75-91, en partie consultable sur Google livres.
- Shakespeare et l’excès, actes du Congrès de la Société Française Shakespeare, 15-17 mars 2007, dir. Pierre Kapitaniak et Jean-Michel Déprats, SFS, Paris, 2008.
- Costume et déguisement dans le théâtre de Shakespeare et de ses contemporains, actes du Congrès de la Société Française Shakespeare, 13-15 mars 2008, dir. Pierre Kapitaniak et Jean-Michel Déprats, SFS, Paris, 2008.
- Shakespeare, Le monde est une scène. Métaphores et pratiques du théâtre. Anthologie proposée et commentée par Georges Banu ; traduction et introduction par Jean-Michel Déprats, Gallimard, coll. « Pratique du Théâtre », 2009  (ISBN 978-2-07-012500-5).
- Dans le théâtre de Shakespeare, Ornicar ?, n°58, 2024.